# Seetransport-Dienststellen der Kriegsmarine
Die Deutschen Seetransport-Dienststellen waren Kommandobehörden der deutschen Kriegsmarine im Zweiten Weltkrieg.

## Organisation und Aufbau der Dienststellen
Grundsätzlich existierten unterschiedliche Seetransportstellen, welche einer Seetransporthauptstelle zugeordnet sein konnten. Für ein Gebiet, welches aus mehreren Seetransportstellen oder anderen Marineeinheiten bestehen konnte, wurde meist ein Seetransportchef eingerichtet. Je nach militärischer Anforderung wurden die Dienststellen organisiert.

### Seetransport-Dienststellen im Bereich der Ostsee
In Vaasa wurde Mitte Mai 1941 der Chef der Seetransportstellen Finnland (Seetransportchef Finnland) eingerichtet. Er erhielt die Aufgabe die Truppentransporte nach Finnland durchzuführen. Die truppendienstliche Unterstellung erfolgte unter den Marineattaché in Finnland, wobei die fachliche Unterstellung unter das OKM vorgenommen wurde. Als Untergliederung wurden dem Seetransportchef Finnland Seetransportvertreter in den Häfen Oulu, Jakobstad, Kaskinen und Vaasa zugeordnet. Nachdem die meisten Transporte nach Finnland durchgeführt waren, wurde Mitte Juni 1941 die Dienststelle und die Seetransportvertreter in Oulu, Jakobstad und Kaskinen bereits wieder aufgelöst. Der Seetransportvertreter Vaasa wurde nach Turku verlegt und hier Seetransportvertreter Turku. Die Unterstellung wechselte zum Marineverbindungsstab Finnland.
Mitte Juni 1941 wurde der Seetransportchef Ost aufgestellt und diesem die Seetransportvertreter in Memel, Libau, Riga, Reval und Kronstadt zugewiesen. Der Seetransportchef war verantwortlich für die Transporte in den Osten. Die truppendienstliche Unterstellung erfolgte unter den örtlich zuständigen Marinebefehlshaber, wobei die fachliche Unterstellung unter das OKM vorgenommen wurde. Bereits Anfang August 1941 wurden die Seetransportstellen Memel, Libau und Riga, welche im Befehlsbereich des Marinebefehlshabers C lagen, diesem truppendienstlich zugeordnet. Die fachliche Unterstellung dieser drei Seetransportstellen erfolgte unter die KMD Danzig. Der Seetransportchef Ost (Reval) kam truppendienstlich zum Marinebefehlshaber D und erhielt den Befehl zur Einrichtung von Seetransportstellen in dem Befehlsbereich. Es sollten auch Seetransportstellen Reval und Leningrad eingerichtet werden. Im Juli 1944 wurde die Dienststelle des Seetransportchefs Ost in Seetransportchef östliche Ostsee umbenannt. Diese Dienststelle bestand bis Kriegsende.
Im Juli 1944 wurde auch noch ein Sonderstab Jürst eingerichtet, welcher für Räumungstransporte verantwortlich und dem Kommandierender Admiral östliche Ostsee unterstellt war. Der Sonderstab wurde im März 1945 wieder aufgelöst.

### Seetransport-Dienststellen im Bereich Italien und Nordafrika
Im Januar 1941 wurde die Dienststelle Chef der Seetransportstellen im Ausland und Verbindungsoffizier zum Marineverbindungsstab Rom eingerichtet und im November 1941 in Deutscher Seetransportchef Italien umbenannt. Dem Deutschen Seetransportchef Italien waren alle Seetransportstellen in Italien und Nordafrika zugeteilt. Im Januar 1941 wurden mit der Einrichtung der Dienststelle zwei Seetransportstellen eingerichtet: Neapel und Tripolis. Im April 1941 kam für den Transport nach Bengasi die Seetransport(-haupt-)stellen Tarent und Brindisi hinzu.
Die Dienststelle des Deutschen Seetransportchefs Italien wurde Ende 1943/Anfang 1944, nachdem im Mai 1943 erst die Heeresgruppe Afrika kapituliert hatte und dann im Juli 1943 u. a. die alliierte Landung auf Sizilien erfolgt war, aufgrund des nur noch auf die Adria beschränkten Operationsgebietes aufgelöst. Als Ersatz wurde der Seetransportchef Adria aufgestellt und über das gesamte Bestehen der Dienststelle hinweg unter die Leitung von Fregattenkapitän Erich Lehmann, vormals Chef der 1. Transportflottille, gestellt.
Ebenfalls im Januar 1941 wurde ein Chef der Seetransportstellen Nordafrika (Seetransportchef Nordafrika) ernannt und war nebenamtlich als Marineverbindungsoffizier zum Deutschen Afrikakorps eingesetzt. Die Unterstellung erfolgte unter das Deutsche Marinekommando Italien. Der Leiter der Seetransporthauptstelle Tripolis, Korvettenkapitän Paul Meixner, wurde zeitgleich Seetransportchef Nordafrika und unterstand dem Deutschen Seetransportchefs Italien. In Tripolis (bis Februar 1943), Bengasi (von Januar 1942 bis November 1942), Marsa Matruh und Derna bei Tobruk bestanden unterstellte Seetransportstellen. Meixner wurde später in Personalunion Chef des Marinekommandos Nordafrika. Bei Beginn des Krieges in Tunesien ändert sich die Unterstellung. Fachlich blieb der Seetransportchef Nordafrika dem Deutschen Seetransportchefs Italien unterstellt, truppendienstlich erfolgte die Zuordnung aber unter das Deutsche Marinekommando Tunesien. Einige Seetransportstellen wurden im Laufe des Krieges zu Seetransporthauptstellen.
Der Chef der 2. Landungs-Division, welche im Mittelmeer eingesetzt war, war von Mai bis August 1943 zeitgleich Seetransportführer Messinastraße. Ab September 1943 war der Seetransportführer Messinastraße dann zum Seetransportführer Korsika umbenannt worden. Fregattenkapitän der Reserve Gustav Freiherr von Liebenstein war sowohl Chef der 2. Landungs-Division als auch Seetransportführer Messinastraße und später Seetransportführer Korsika. Das Unternehmen Lehrgang wurde im August 1943 durch den Seetransportführer durchgeführt.

### Seetransport-Dienststellen im Bereich Mittelmeer, Ägäis und Schwarzes Meer
Im April 1941 wurde für die Ägäis die Seetransporthauptstelle Piräus eingerichtet. Dieser wurden unterschiedliche Seetransportstellen mit weiteren Außenstellen zugeordnet. So entstanden die Seetransportstelle Saloniki, Kreta, Patras, Dodekanes und Volos. Von April bis Juli 1941 bestand der Seetransportchef Südost (Saloniki). Die Unterstellung erfolgte unter den Admiral Südost. Die Dienststelle war für die deutschen Handelsschiffe und die Marine-Bordflak-Einheiten im Ägäischen Meer verantwortlich, welche die Landung auf Kreta unterstützen sollten. Im November 1944 wurde die Dienststelle aufgelöst.
Im Oktober/November 1943 erfolgt die Einrichtung des Seetransportchefs Ägäis, welcher bis April 1944 in Personalunion durch den Leiter der Seetransporthauptstelle Piräus besetzt wurde und fortan die Seetransporte im ägäischen Bereich übernahm. Die 4. (Saloniki) und 5. Transportflottille (Piräus) war dem Seetransportchefs Ägäis zugeordnet. Später kam noch die 6. Transportflottille (Triest) hinzu. Mit dem Rückzug der deutschen Truppen aus der Ägäis wurde im Oktober 1944 der Seetransportchef Ägäis aufgelöst.
Der Seetransportchef Adria (Opicina) bestand von Januar 1944 bis Jahresende unter der Leitung von Fregattenkapitän Erich Lehmann als Ersatz für den Seetransportchef Italien. Ihr zugewiesen war die Seetransporthauptstelle Triest und die Seetransportstellen, welche im Bereich des Kommandierenden Admirals Adria lagen. Dies waren die Seetransportstellen Fiume, Cattaro, Pola, Split, Zara, Sibenica, Makask und Dubrovnik. Bis 1944 war die 2. Marine-Bordflak-Abteilung Süd dem Seetransportchef Adria unterstellt.
Im September 1942 wurde der Seetransportchef Schwarzes Meer in Rumänien eingerichtet. Seetransportchef war bis zu seinem Tod im April 1943 Kapitän zur See Boy Feddersen, welcher Namensgeber der Boy Feddersen war. Dem Seetransportchef waren die Seetransportstellen Konstanza, Varna, Burgas und Braila mit zahlreichen Außenstellen zugeordnet und die Dienststelle dem Admiral Schwarzes Meer unterstellt. Operativ führte der Seetransportchef auch die Schwarzmeer-Schiffahrts-GmbH. Ab September 1943 war die Marine-Bordflak-Abteilung Eupatoria, welche aus der Marine-Bordflak-Kompanie Eupatoria hervorgegangen war, dem Seetransportchef unterstell. Am 3. Oktober 1943 wurde hieraus die 33. Marine-Bordflak-Abteilung. Im Juni 1944 wurde die Dienststelle, nachdem die Krim verloren gegangen war, aufgelöst.
Im Mittelmeer waren die Schiffe der Mittelmeer-Reederei dort den Seetransportstellen zugewiesen.

### Seetransport-Dienststellen im Bereich Frankreich und Niederlande
Von Juli bis August 1940 existierte in Paris ein Seetransportchef z.b.V. Er war im Unternehmen Seelöwe für die Erfassung der Schiffsbewegungen im französischen Raum vorgesehen. Seetransportchef z.b.V. war der Kapitän zur See Heinz Degenhardt.
Nach der Eroberung Frankreichs entstand im November 1942 ein Seetransportchef Marseille, welcher die Erfassung der französischen Handelsflotte im Mittelmeer als Aufgabe hatte. Der Chef der Kriegsmarinedienststelle Bordeaux, Konteradmiral Heinz-Eduard Menche, war in Personalunion Seetransportchef Marseille. Im Mai 1943 wurde die Dienststelle aufgelöst.
Im Oktober 1944 wurde aus der Kriegsmarinedienststelle Rotterdam der Seetransportchef Niederlande mit Sitz in Groningen aufgestellt. Für den Rückzug der Wehrmacht aus den Niederlanden wurde dem Seetransportchef Seetransportstellen im niederländischen Gebiet und die neu aufgestellte Transportflottille Niederlande unterstellt. Die Dienststelle bestand bis Kriegsende.

### Seetransport-Dienststelle in Norwegen
Im April 1944 wurde die Kriegsmarinedienststelle Oslo zum Seetransportchef Norwegen umgebildet und dem Marineoberkommando Norwegen unterstellt. Seetransportchef Norwegen wurde, bis Mitte Juli 1944, der ehemalige Leiter der KMD Oslo, Konteradmiral Robert Eyssen. Dem Seetransportchef Norwegen waren u. a. die Seetransportstellen Stavanger, Kristiansand-Süd, Drontheim, Bergen und Oslofjord zugeordnet. Die Dienststelle bestand bis Kriegsende.

## Seetransportchef der Wehrmacht
Anfang 1944 existierte bis Kriegsende eine Dienststelle, welche für die Steuerung des Schiffsverkehrs im Ostseeraum verantwortlich war, und die Bezeichnung Seetransportchef der Wehrmacht (Hamburg) erhielt. Einziger Seetransportchef der Wehrmacht war der Kapitän zur See/Konteradmiral Conrad Engelhardt, welcher vorher Deutscher Seetransportchef Italien gewesen war. Diese Dienststelle war aufgrund des Befehlsgebietes auch zuständig für die Flüchtlingstransporte.

## Schiffe der Seetransportstellen (Auswahl)
- Schiffe der Schwarzmeer-Schiffahrts-GmbH
- Schiffe der Mittelmeer-Reederei
- Bordeaux: 1940 Seetransportchef z.b.V.
- Adige: von der Beschlagnahmung 1943 bis zur Auflösung Ende 1944 bei der Seetransportstelle Patras
- Friederike: von der Beschlagnahmung 1943 bis zur Erbeutung Ende 1944 beim Seetransportchef Schwarzes Meer